# 大茨藻
大茨藻（学名：Najas marina）为水鳖科茨藻属的植物。廣泛分佈於世界各地，生长于海拔700米至2,300米的地区，常生长在河谷、流水中、静水中、渠边、水中、湖边、湖中以及温泉中，目前尚未由人工引种栽培。